# Vicente Martín Romera
Vicente Martín Romera (Madrid, 20 de maig de 1888 - Còrdova, 7 d'agost de 1936) va ser un metge i polític socialista espanyol. Va ser un prestigiós metge a Còrdova conegut com a "metge dels pobres".
Va ser escollit diputat per Còrdoba a les eleccions generals de 1936 amb la candidatura del Front Popular pel Partit Socialista Obrer Espanyol (PSOE).
Quan es va produir el cop d'estat que va donar lloc a la Guerra Civil, en la tarda de 18 de juliol de 1936 es trobava Romera al costat de l'alcalde de Còrdova, Manuel Sánchez Badajoz i del president de la Diputació, José Guerra Lozano al Govern Civil de la ciutat intentant convèncer el governador civil, Antonio Rodríguez de León, de resistir enfront de l'aixecament militar. En aquesta trobada es trobaven també el diputat socialista Manuel Castro Molina, l'ex diputat Joaquín García-Hidalgo i el president d'Unió Republicana, Pedro Ruiz Santaella.
No podent resistir enfront de les forces revoltades que assetjaven el Govern Civil, va aconseguir escapar amb uns altres, amagant-se en la coneguda com Huerta de los Aldabones a la Ronda del Marrubial al costat de l'alcalde, dos regidors socialistes (Pedro León i Francisco Copado Moyano), i Ruiz Santaella. Després de ser delatats i capturats el 6 d'agost, seria afusellat el dia 8 d'agost de 1936 amb els seus companys de partit Manuel Sánchez Badajoz, Pedro León Fernández i Pedro Ruiz Santaella.
El polític de Ciutadans-Partido de la Ciudadanía Nacho Martín Blanco és el seu nebot besnet.